# Цхемна
Цхемна (груз. ცხემნა) — село в Кедском муниципалитете Грузии.

## География
Село находится на правом берегу реки Аджарисцкали, на расстоянии в 2 километрах от посёлка городского типа Кеда, административного центра муниципалитета. Абсолютная высота — 400 метров над уровнем моря.

## Население
По данным переписи населения 2014 года, в селе проживает 156 человек.
| Год  | Население | Мужчины | Женщины |
| ---- | --------- | ------- | ------- |
| 2002 | 154       | 75      | 79      |
| 2014 | ↗156      | 68      | 88      |